# 内山裕一
内山 裕一（うちやま ゆういち、1928年（昭和3年）12月1日 - 2012年（平成24年）7月30日）は日本の政治家。新潟県三条市長（3期）。

## 経歴
新潟県出身。旧制新潟県立三条中学校（現新潟県立三条高等学校）、旧制新潟高等学校を経て、早稲田大学理工学部卒。卒業後は家業の内山商店(株)に入り、のち代表取締役となる。三条市教育委員、同委員長を務めた。1983年の三条市長瀧澤賢太郎の死去による市長選挙に立候補し、初当選する。市長を3期12年務め、1995年に市長を引退した。